# Наша Берегиня
«Наша Берегиня» — народознавчий науково-методичний часопис Міністерства освіти і науки, молоді та спорту України, Державного інформаційно-виробничого підприємства видавництва «Педагогічна преса». До грудня 2011 р. журнал називався «Берегиня».

## Історія
У 1992 році часопис «Берегиня» заснував народознавець та етнограф Василь Скуратівський. Наприкінці 1990-х років часопис мав передплату понад 22 тис. примірників.
У січні 2012 року часопис змінив назву на «Наша Берегиня». За 10-літню історію часопис став провідним у розмаїтті фахових видань України з народознавства.

## Мета видання
Призначений для вихователів дошкільних, учителів початкової та середньої ланок, педагогів позашкільних закладів освіти — усіх причетних до виховної роботи, а також для науковців-краєзнавців та широкого кола читачів, які цікавляться усім українським.
У часопису публікуються екскурси у народну педагогіку та її сучасне осмислення, розповіді про традиції виховання, практичні поради для батьків, розробки тематичних виховних заходів, сценарії календарно-обрядових та сучасних шкільних свят, що нині стали традиційними для школярів.
Також висвітлюються маловідомі сторінки історії, побут населення різних регіонів України, життя українців за кордоном. Широкому колу читачів адресовані народний календар, цікаве народознавство, рецепти призабутих українських страв тощо. Матеріали практичного спрямування — розробки занять, майстер-класи з декоративно-ужиткового мистецтва, технологічні картки — допоможуть педагогам у проведенні занять. Серед авторів — найавторитетніші науковці,
методисти, вчителі-практики.

## Рубрики часопису
- «Чумацькими шляхами»: Маловідомі сторінки історії та побуту різних регіонів України
- «Україна інкоґніто»: Подорожі незнаними теренами нашої країни
- «Нашого цвіту по всьому світу»: Матеріали про життя українців за кордоном
- «Славетні українці»: Відомі й маловідомі видатні краяни
- «Народознавство»: Народний календар: Цікаве народознавство
- «Обереги пам'яті»: Поради батькам та традиції виховання: Матеріали про історію свят життєвого циклу українців
- «Вчителеві на допомогу»: Розробки тематичних уроків: Сценарії календарно-обрядових свят
- «Піч наша регоче»: Рецепти призабутих народних страв

Передплатний індекс: 74058